# Los Angeles
Los Angeles (výslovnost v americké angličtině  [lɔːs ˈændʒələs]IPA, počeštěná výslovnost [los endžls; los endželes]), často zkráceně též L.A., je největší město ve státě Kalifornie, po New Yorku druhé nejlidnatější město Spojených států amerických, středisko stejnojmenného okresu.
Los Angeles je jedno z nejvýznamnějších světových center kultury, vědy, technologií, mezinárodního obchodu a vzdělání. Leží na západě země u jižní hranice s Mexikem, na pobřeží Tichého oceánu. Vlastní město má rozlohu 1 302 km² a má přibližně 3,90 milionu, celá metropolitní oblast pak okolo 13 miliónů. Metropolitní oblast tvoří společně se „City of Los Angeles“ přes 80 dalších samostatných měst, například Long Beach, Pasadena, Burbank, Beverly Hills, Inglewood, Compton, Torrance, Santa Monica atd.
V Los Angeles se nachází několik univerzit, nejstarší založená v roce 1880, divadla, knihovny, muzea, planetárium, observatoř. Je důležitým finančním centrem, centrem módy, filmového průmyslu a sídlem finančních a pojišťovacích firem. Je významnou dopravní křižovatkou, nachází se zde tři letiště, teprve od roku 1993 metro. Long Beach je společně s New Yorkem nejdůležitějším obchodním přístavem ve Spojených státech. Charakteristické jsou pro město velké dálnice.

## Historie

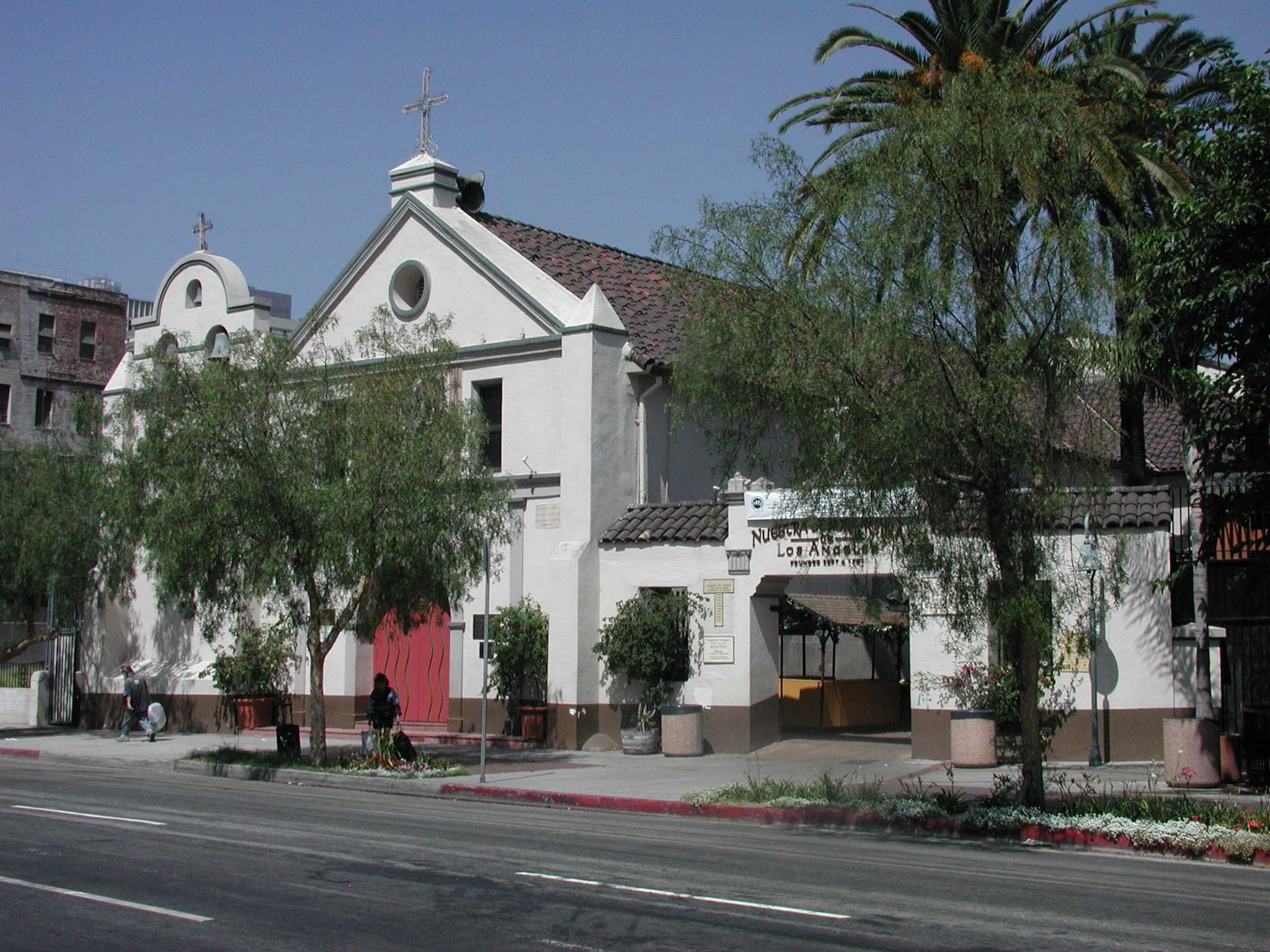
Nejstarší kostel La Placita Church

Místo bylo obýváno již okolo roku 8000 př. n. l. Žili zde indiánské kmeny Čumašů a Tongvů. Španělé, vedeni Portugalcem Juanem Rodríguezem Cabrillem, poprvé přistáli v této části kalifornského pobřeží v roce 1542, ale L.A. založil Gasparo Portola až 4. září 1781, jako malé misijní sídlo pod názvem El Pueblo de Nuestra Señora la Reina de los Ángeles de la Porciúncula (Město Naší Paní, královny andělů z Porciunkule). Od 20. do 40. let 19. století náleželo L. A. s celou Kalifornií Mexiku, teprve roku 1846 bylo obsazeno americkým vojskem a roku 1850, kdy mělo 1 600 obyvatel, začleněno do Spojených států amerických. Napojení na železniční síť se město dočkalo roku 1873, v roce 1879 už mělo první univerzitu, a díky svému významu coby přístav začalo růst. Ačkoliv je ohrožované častými zemětřeseními, žádným velkým poničeno nebylo. V roce 1913 byl vybudován losangeleský akvadukt, díky němuž do města přišlo mnoho imigrantů.
V letech 1932 a 1984 se zde konaly X., XXIII. letní olympijské hry a budou se zde konat XXXIV. letní olympijské hry v roce 2028. Jako následek vládního plánu v 80. letech na podporu a rozvoj Kalifornie se Los Angeles stalo městem bohatých (kteří mají domy na luxusních předměstích, jako je Beverly Hills, atd.), ale také městem chudých, což je způsobeno velkou imigrací chudých Mexičanů.

## Městské části a čtvrtě
Los Angeles (City of Los Angeles) tvoří celkem 114 městských čtvrtí (Neighborhoods). K hlavním a nejznámějším náleží např. Downtown, Hollywood, Hollywood Hills, Venice. Naopak součástí Los Angeles nejsou rovněž známé Beverly Hills, Hermosa Beach, Long Beach, Santa Monica, které jsou samostatnými městy (jsou však součástí metropolitní oblasti Los Angeles, Los Angeles County).
LA je také rozděleno do několika hlavních regionů (distriktů):
- Downtown Los Angeles
- Eastern Los Angeles
- Echo Park and Westlake
- Harbor Area
- Greater Hollywood
- Los Feliz and Silverlake

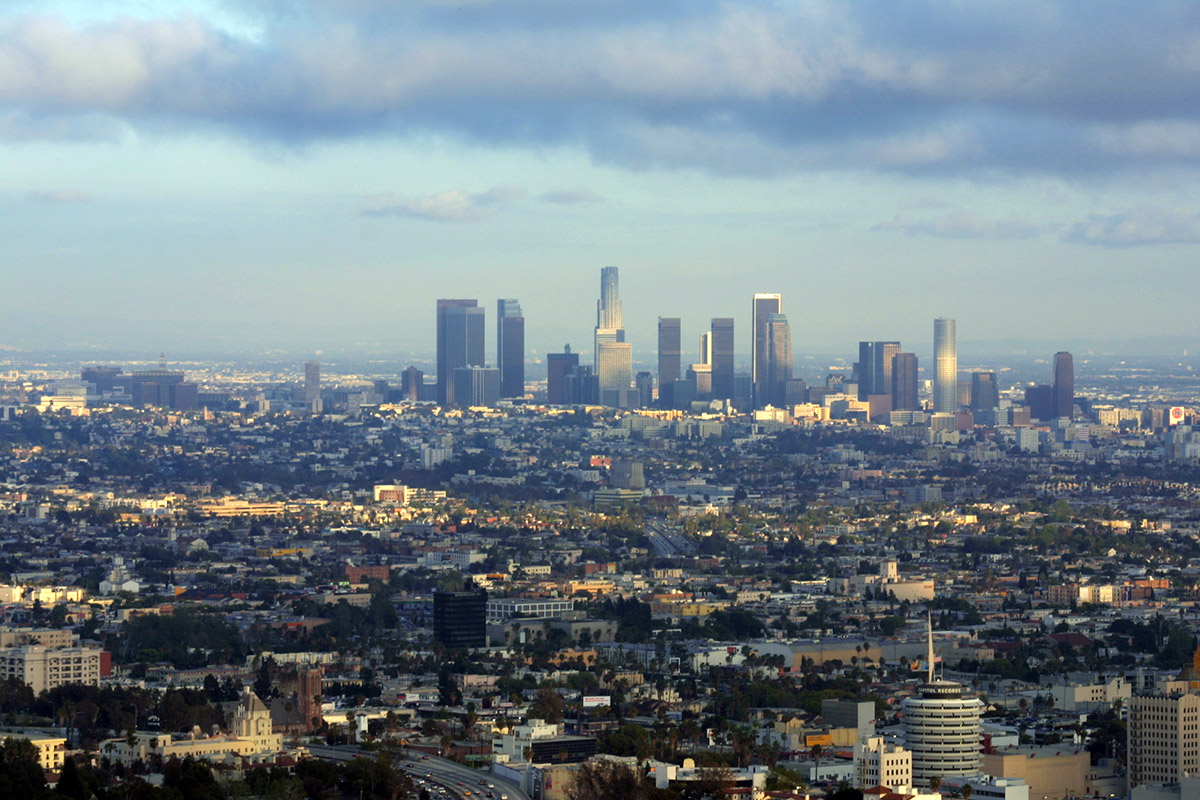
Pohled na střed města od Hollywoodu

- San Fernando and Crescenta Valleys
- South Los Angeles
- West Los Angeles
- Wilshire

### Downtown

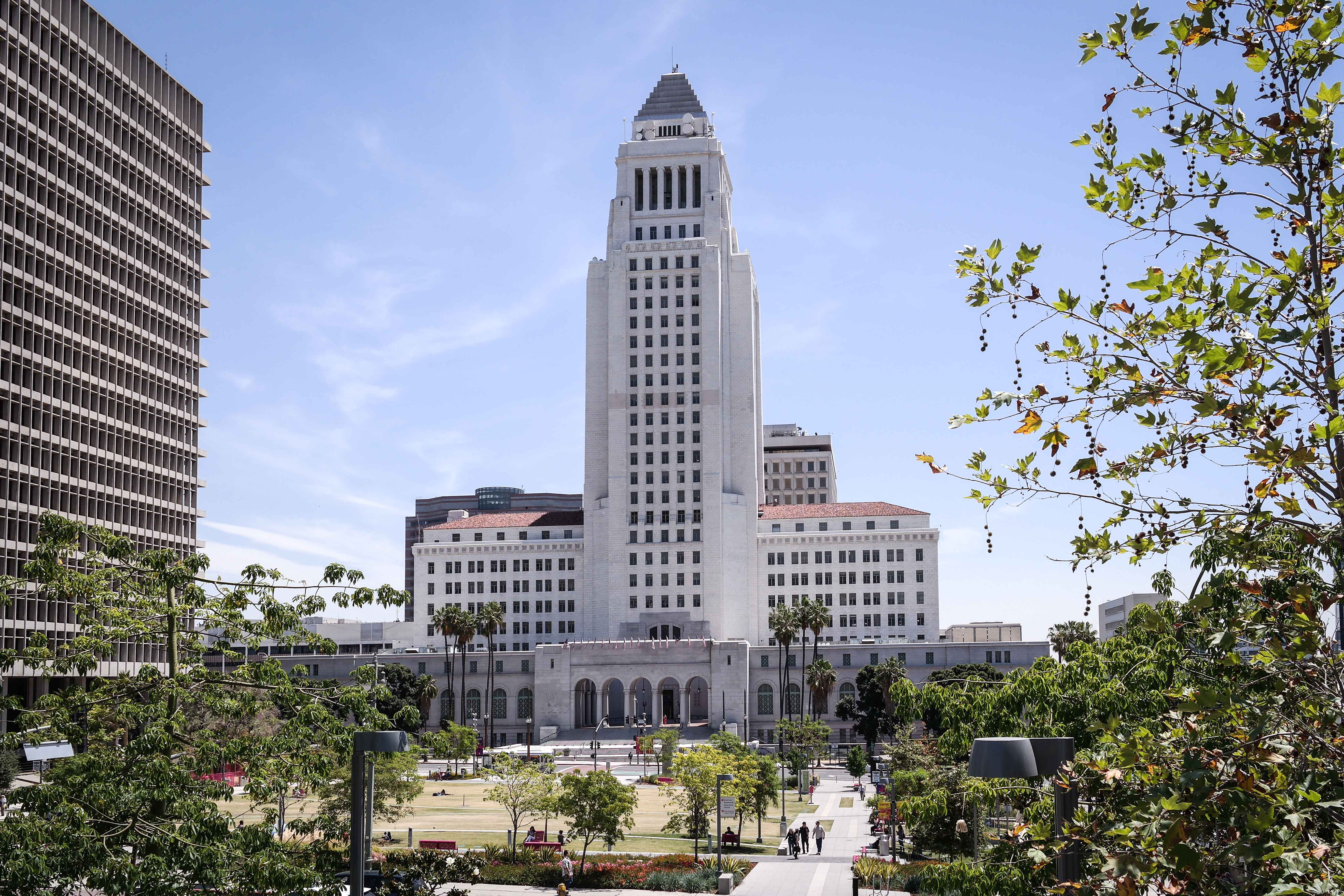
radnice, LA City Hall

Downtown je hlavním centrem Los Angeles. Nachází se ve východní, respektive jihovýchodní části města, přibližně 20 km od pobřeží Tichého oceánu. Původním historickým místem osídlení je El Pueblo de Los Angeles, na náměstí Los Angeles Plaza, západně od hlavního nádraží LA Union Station. Zde najdeme nejstarší sakrální stavbu ve městě kostel La Iglesia de Nuestra Señora la Reina de Los Ángeles (The Church of Our Lady the Queen of the Angels) vystavěný v letech 1818–22 a nejstarší budovu ve městě Avila Adobe rovněž z roku 1818. V blízkém okolí se nachází zmíněná budova nádraží, stavba z roku 1939 v historizujícím stylu, jihozápadně pak 138 m vysoká budova losangeleské radnice (Los Angeles City Hall) ve stylu art deco, postavená v letech 1926–28. V blízkosti radnice stojí budova Los Angeles Times. Radnice již leží v části Downtownu Civic Center. Jihozápadně pak leží část Downtownu Bunker Hill. Zde najdeme koncertní budovu od architekta F. Gehryho Walt Disney Concert Hall, stavbu z let 1999–2003. Ve stejné ulici leží i Museum of Contemporary Art založené v roce 1979 s díly M. Rothka, R. Rauschenberga nebo C. Oldenburga. Jihozápadně od Bunker Hill leží nejviditelnější
část Downtownu tvořící panorama Los Angeles Financial District. Nejpůsobivější a nejvyšší stavbou je budova U.S. Bank Tower postavená v letech 1987–89. Má 73 podlaží a výšku 310 m. Další dominantu tvoří California Plaza, dvojice výškových budov z let 1990–92, vyšší budova má 229 m.

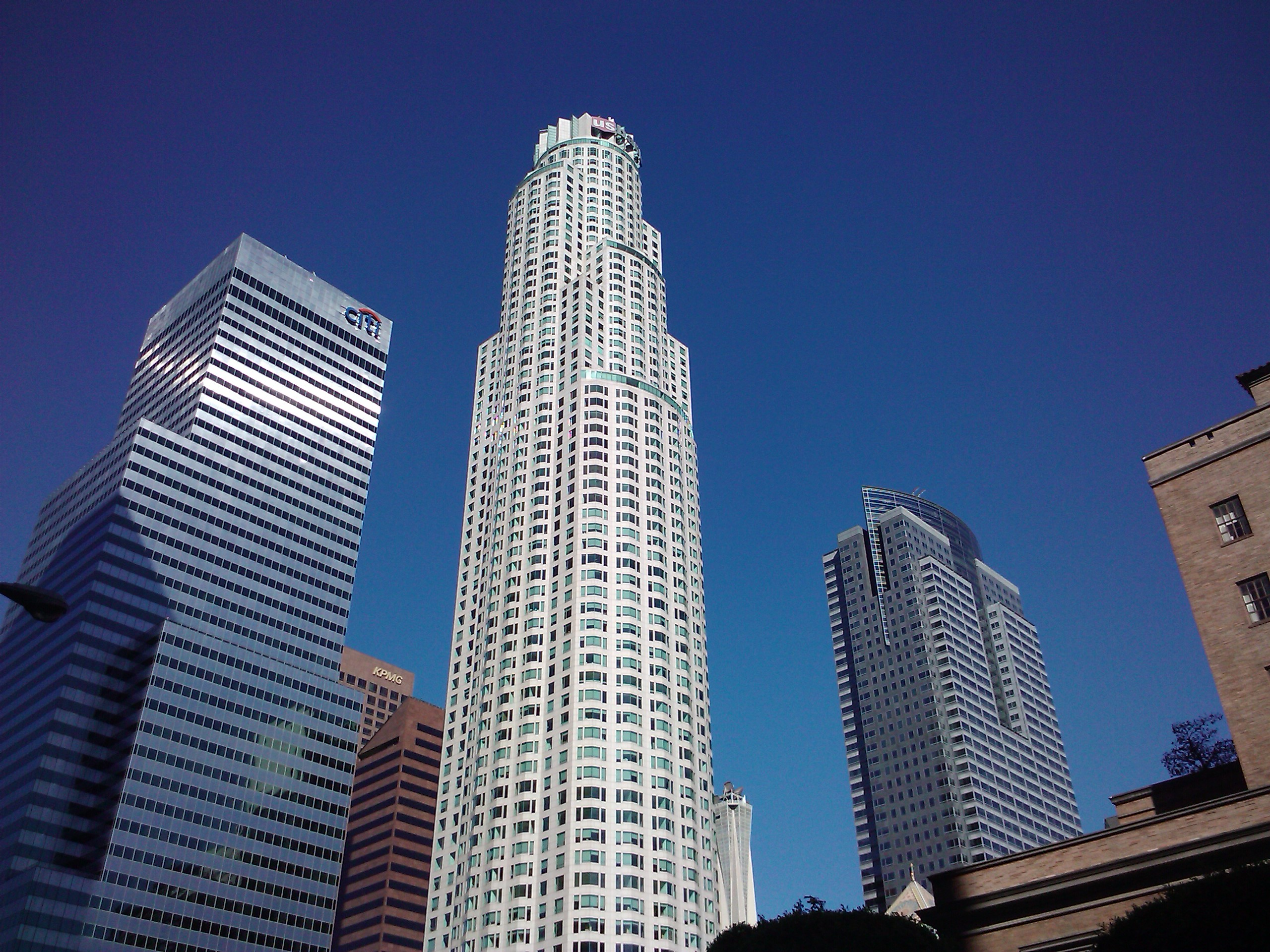
nejvyšší budova US Bank Tower

### West Lake a University Park
Západně od městské čtvrti Downtown leží čtvrť West Lake. Přímo v jejím centru se nachází největší městský park v okolí Downtownu MacArthur Park. Zajímavou stavbou v oblasti je původně budova obchodního domu, dnes univerzitní knihovna, Bullocks Wilshire, stavba ve stylu art deco z roku 1929. Jihozápadně od Downtownu leží čtvrť University Park. V centru čtvrti se nachází centrum vědy California Science Centre s několika muzei, velký univerzitní areál University of Southern California a jeden z nejpopulárnějších parků v Los Angeles Exposition park.

### Hollywood

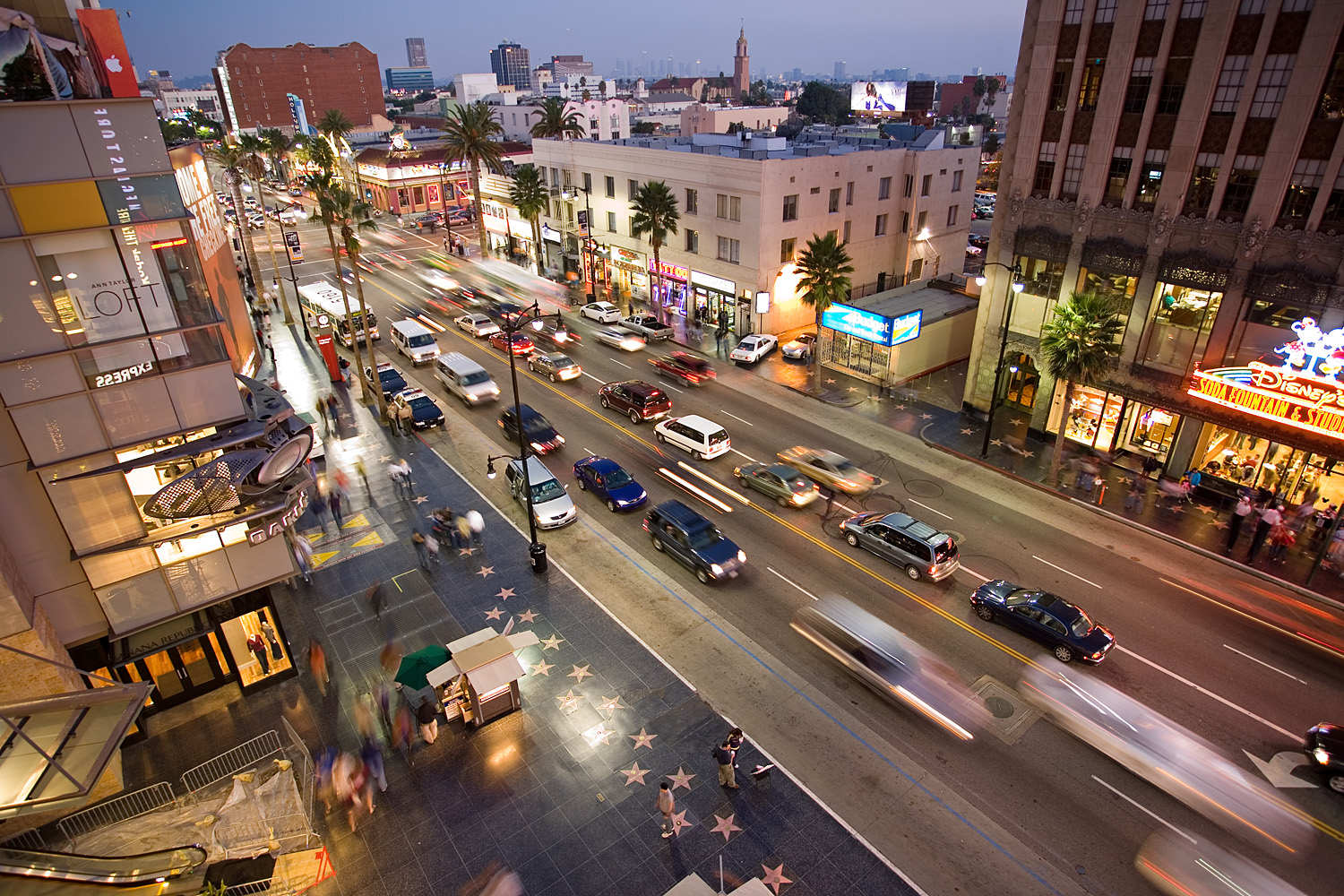
Hollywood Boulevard

Slavná čtvrť Hollywood leží ve střední části Los Angeles, severozápadně od Downtownu. Hlavní centrum čtvrti tvoří ulice Hollywood Boulevard a Sunset Boulevard (střed čtvrti je přibližně v místech, kde je protíná Vine St.). K hlavním památkám náleží kino Grauman's Egyptian Theatre postavené v roce 1922, kde se ve stejném roce odehrála první hollywoodská filmová premiéra. Dále pak kino Man's Chinese Theater, které zahájilo promítání v roce 1927. Na 7000 Hollywood Boulevard se nachází budova Hollywood Roosevelt Hotel postavená v roce 1927 v historizujícím španělském koloniálním stylu, kde se v roce 1929 poprvé udělovaly ceny Filmové akademie. Od 60. let minulého století čtvrť postupně upadala a v současné době ji nejvíce vystihují prázdné bloky mezi ulicemi s oplocenými parkovišti a místy výstavba nových bytových domů a komerčních ploch. Z velkých filmových studií se v hollywoodské čtvrti nachází pouze Paramount, severně od Melrose Ave.

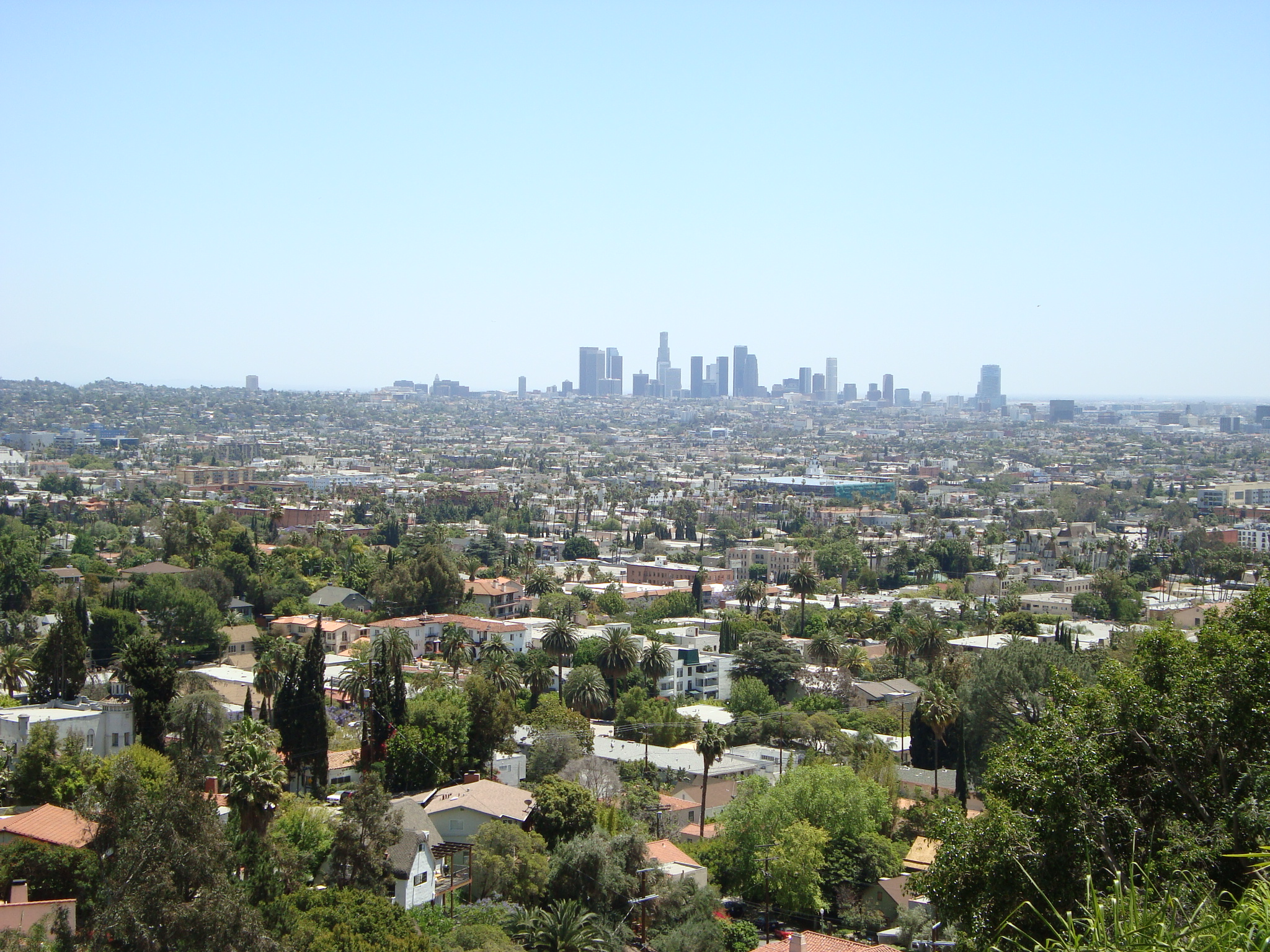
čtvrti Hollywood Hills, East Hollywood a Downtown

### Hollywood Hills a Griffith Park
Severně od Hollywoodu se nachází čtvrť Hollywood Hills. Najdeme zde typickou losangeleskou zástavbu, dvoupodlažní domy (většinou dřevostavby) se zahradou. Severní část čtvrti tvoří vrchovina Hollywood Hills, která je součástí pohoří Santa Monica Mountains. Na jižní straně vrchu Mount Lee (521 m) se pak nachází slavný nápis Hollywood. Písmena mají výšku 14 m a jsou rozmístěna v délce 110 m. Byl zde původně umístěn jako upoutávka na realitní rozvoj dané oblasti. Východně od čtvrti Hollywood Hills leží čtvrť Griffith Park, jejíž celou plochu tvoří stejnojmenný Griffith Park. Park tvoří vrchovina Hollywood Hills. Trasy pro pěší a koně, místa na piknik a výhledy na město sem přivádějí řadu návštěvníků. Dominantní stavbou v parku je Griffith Observatory z let 1933–35.

### Západ Los Angeles

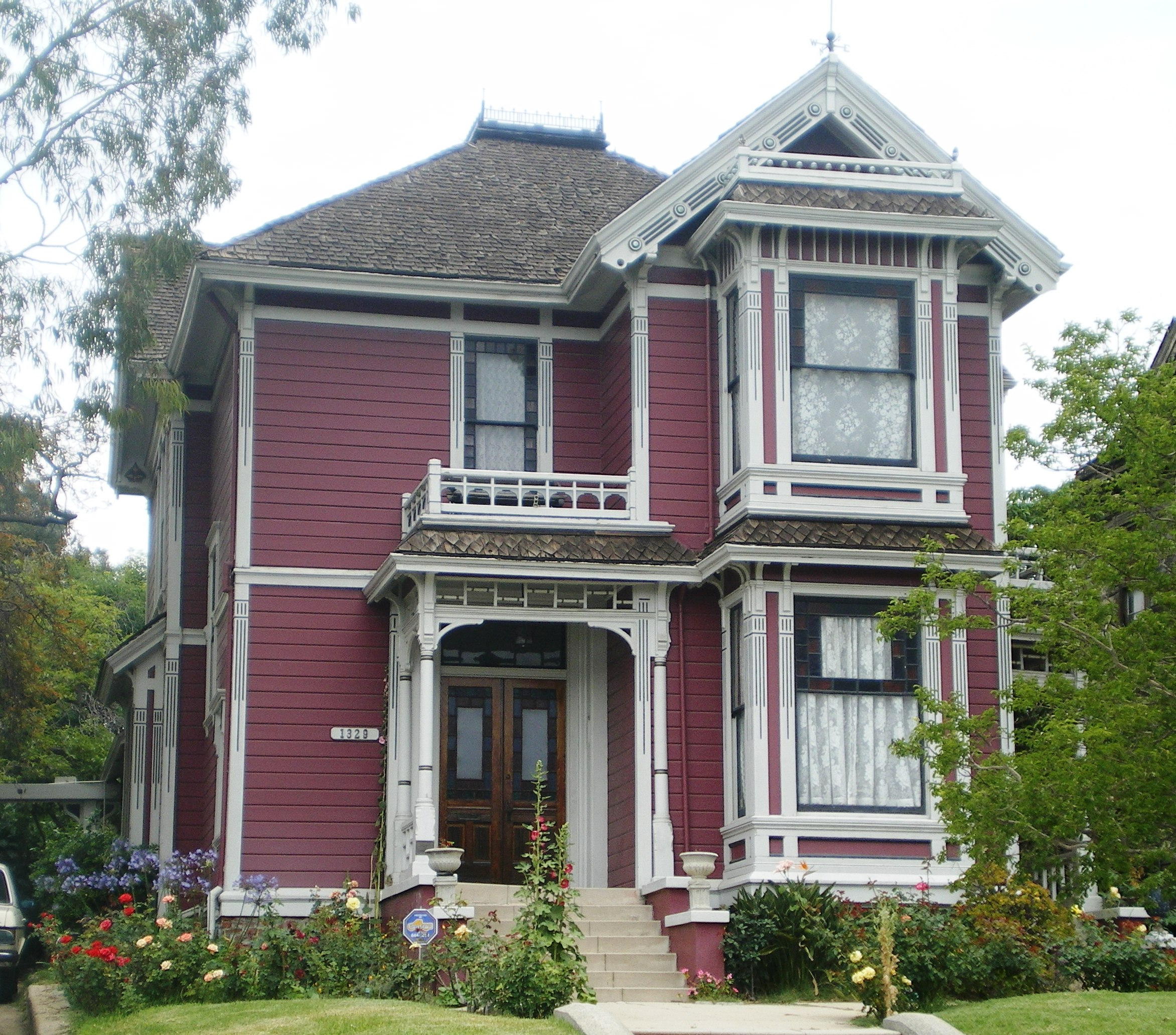
Dům, který proslul úspěšným seriálem Čarodějky, nacházející se v L.A.

Jihozápadně od Hollywoodu leží čtvrť Mid-Wilshire, která byla velmi populární lokalitou pro bydlení a investice do nemovitostí ve 30. letech 20. st. V její západní části, na Wilshire Blvd, se nachází LA County Museum of Art s velmi bohatou a různorodou sbírkou předmětů, obrazů, fotografií od starověku po současnost z celého světa. Západně od Mid-Wilshire leží čtvrť Westwood s cihlovou zástavbou z konce 20. letech 20. st. Ve čtvrti se nachází areál University of California at Los Angeles. Westwood byla a je známá řadou kinosálů, nejslavnější je Westwood Village Theatre z roku 1931. V jihozápadní části pak je další z losangeleských muzeí s významnými sbírkami Hammer Museum. Muzeum vlastní díla např. Rembrandta, Gustava Moreau, Van Gogha a dalších umělců. Severozápadně od Westwoodu leží čtvrť Brentwood, kde najdeme další muzeum s cennými sbírkami Getty Center. Autorem budovy muzea je R. Meier. Ve sbírce jsou díla Gauguina, Van Gogha, italských renesančních malířů ad.

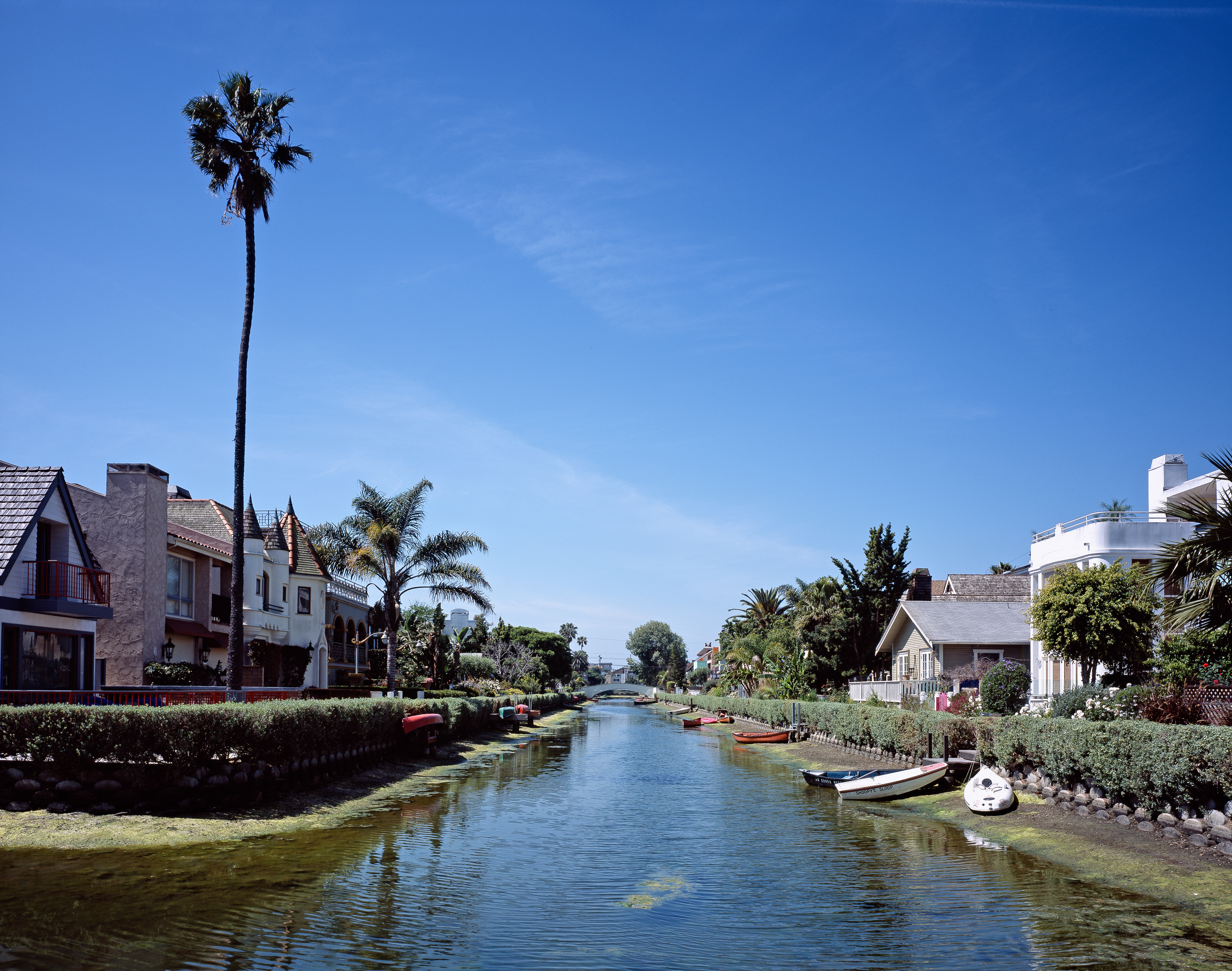
kanály ve čtvrti Venice

### Venice
Venice leží v jihozápadní části Los Angeles, při pobřeží Pacifiku. Oblast založil investor Abbot Kinney se záměrem vytvořit zde kulturně-uměleckou oblast s kanály podobně jako je tomu v Benátkách. Plán se zdařil jen částečně. Vznikla jen část kanálů, která je lemovaná rodinnými domy, jednotlivé části pevniny propojují převážně dřevěné mosty pro pěší. Místo se stalo velmi oblíbené z hlediska bydlení a ceněné z hlediska nemovitostí. Oblast, kde se kříží pobřežní Pacific Ave a Winward Ave, se pak stalo určitým centrem alternativní kultury, kde je řada barů, hospod, obchodů s oblečením, hudebních bazarů a pouličních prodavačů. V ulici Winward Ave bylo postaveno několik staveb, které mají být napodobeninou benátských paláců, více či méně zdařilých. Na pobřeží je rozlehlá pláž Venice Beach.

### Okolní města

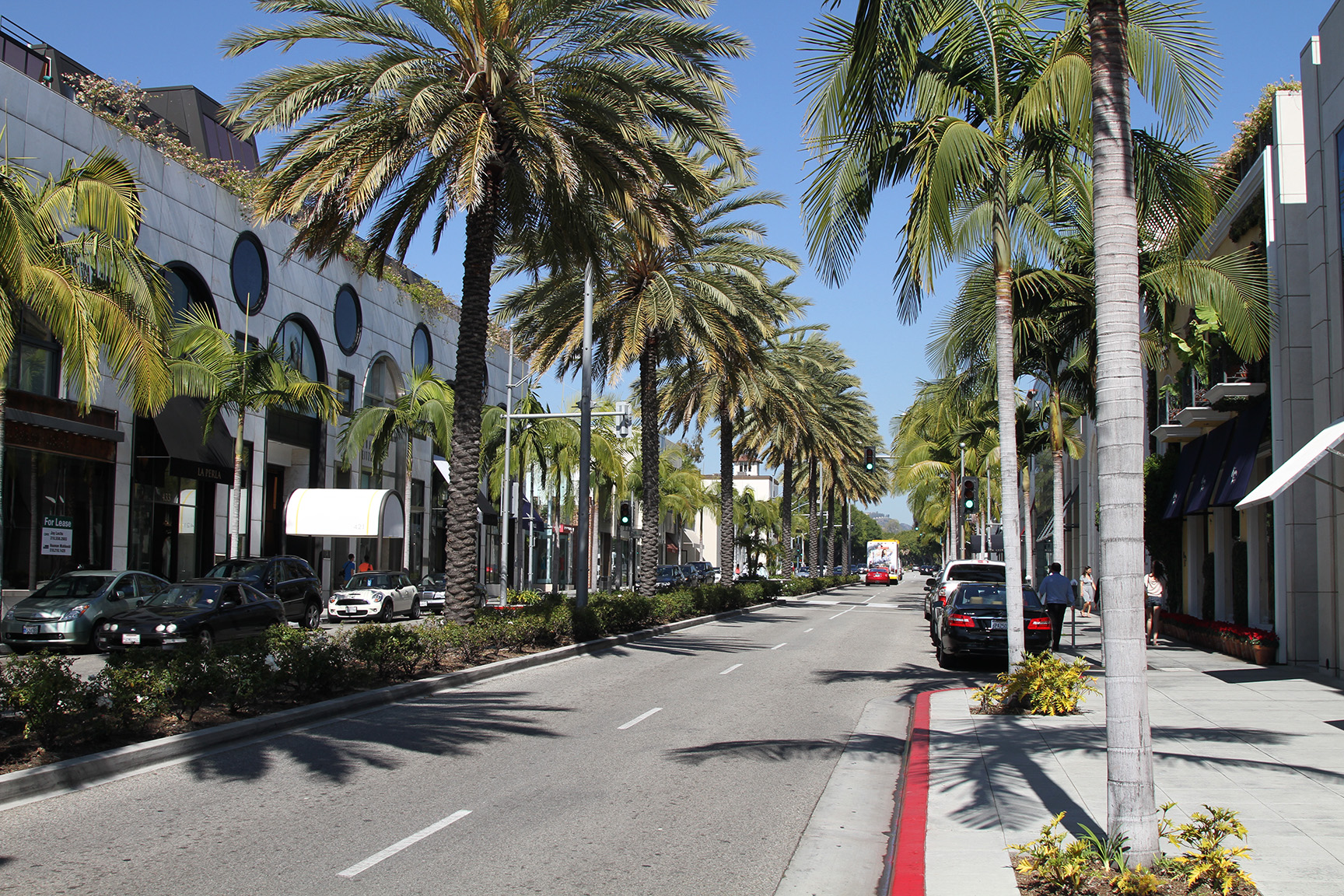
Rodeo Dr., Beverly Hills

Často jsou celá obklopena Los Angeles, jejich ulice přímo přechází ve čtvrti Los Angeles, městy jsou tak více de jure. Všechna města jsou pak součástí metropolitní oblasti Los Angeles, Los Angeles County.
West Hollywood leží západně od Hollywoodu, středem města prochází třída Santa Monica Boulevard, jižně od této ulice leží Melrose Ave s řadou obchodů s módou, butiky, obchody se starožitnostmi a menšími galeriemi. V severozápadní části města se nachází oblast podél ulice Sunset Blvd Sunset Strip, která je považovaná za jedno z center nočního života v LA. Místo s řadou restaurací, barů, rockových klubů a obchodů. V severovýchodní části města, blízko Sunset Blvd, najdeme losangeleskou kulturní památku hotel Chateau Marmont postavený v roce 1927 ve stylu francouzských královských rezidencí.

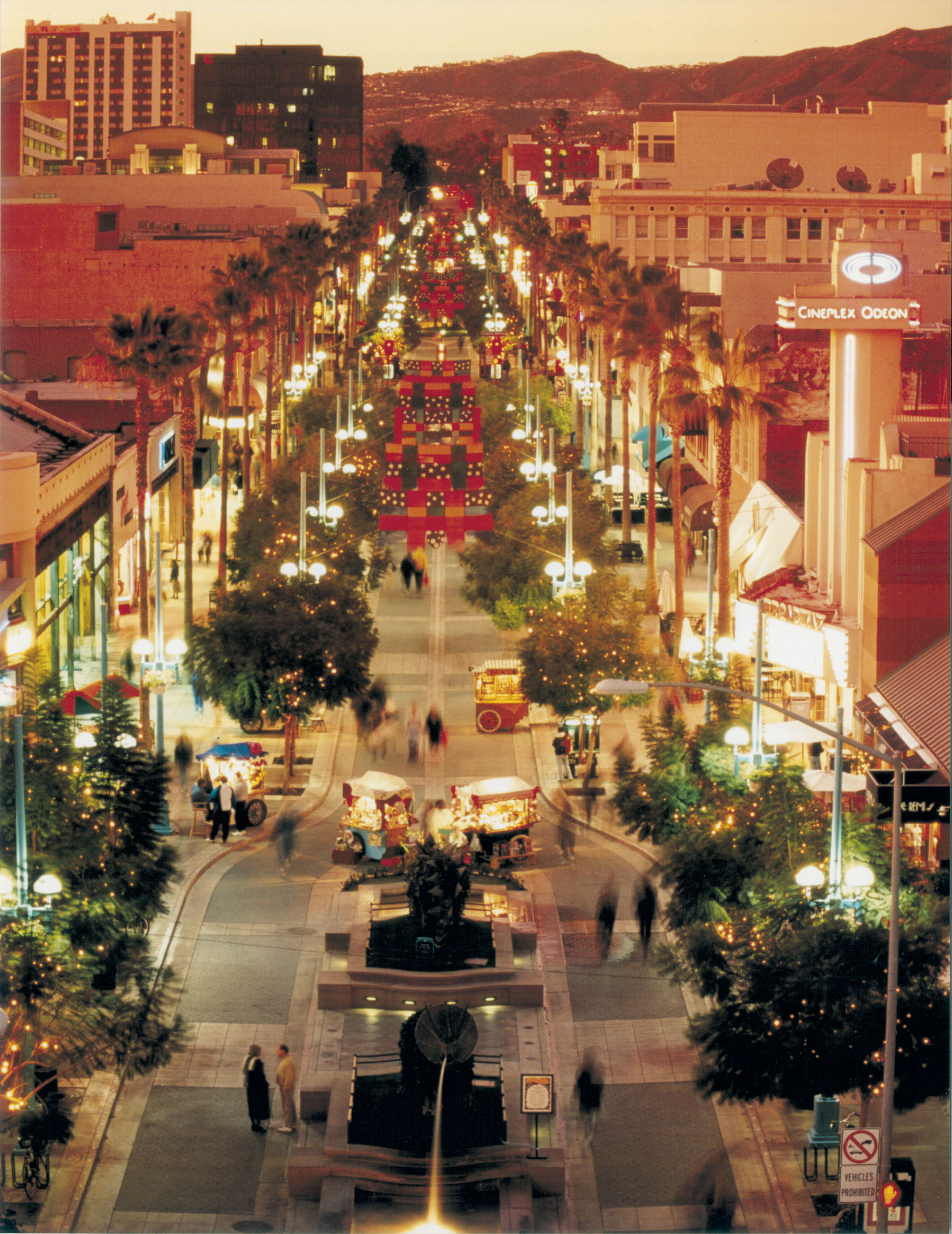
Santa Monica Prom.

Město Beverly Hills leží západně od West Hollywoodu. Více než o město, se jedná o jednu z nejbohatších rezidenčních čtvrtí na světě. Klidné ulice jsou lemovány vzrostlými stromy a stavbami rodinných domů. Centrum Beverly Hills se nazývá Rodeo Drive (nachází se v severní části této ulice, dále je vymezené třídami Santa Monica Blvd a Wiltshire Blvd). Zde se nachází luxusní obchody a sídlí zde světové obchodní „značky“. Ve střední části Beverly Hills, na třídě Santa Monica Blvd, najdeme budovu radnice Beverly Hills, stavbu z roku 1932 v historizujícím španělském koloniálním stylu (ve své době označovanou jako nejdražší radnici ve Spojených státech).
Santa Monica leží na pobřeží Pacifiku, v jihozápadní části Los Angeles, na úpatí vrchů Santa Monica Mountains. Je nejstarším a největším letoviskem v oblasti LA. Má rozlohu 22 km² a žije zde okolo 85 000 obyvatel. Centrum města se nachází při pobřeží. Dva bloky od pobřežní ulice Ocean Ave leží 3rd St., kde je pěší zóna Santa Monica Promenade s obchody a restauracemi. Tato část města v mnohém připomíná španělská či evropská města. Známé je také molo na pláži – Santa Monica Pier s velkým kolem z roku 1922 a řadou obchodů, stánků a občerstvení.
Jižně od města Santa Monica, za čtvrtí Venice, pláží Playa del Rey a losangeleským letištěm, se nachází známá a oblíbená města Manhattan Beach, Hermosa Beach, Redondo Beach a Long Beach.

## Ekonomika
Los Angeles, ačkoliv není hlavním městem Kalifornie (tím je Sacramento), je jejím ekonomicko-průmyslovým centrem. Los Angeles je navíc největším centrem výrobního průmyslu ve Spojených státech. Další příjmy obstarává mezinárodní obchod, turistika, výroba luxusního zboží a nakonec také filmový průmysl. V Los Angeles se nachází přístav, který je nejvýznamnější v Severní Americe a jeden z nejvýznamnějších na světě. Právě tady probíhá přeprava zboží mezi Asií a Severní Amerikou.

## Doprava

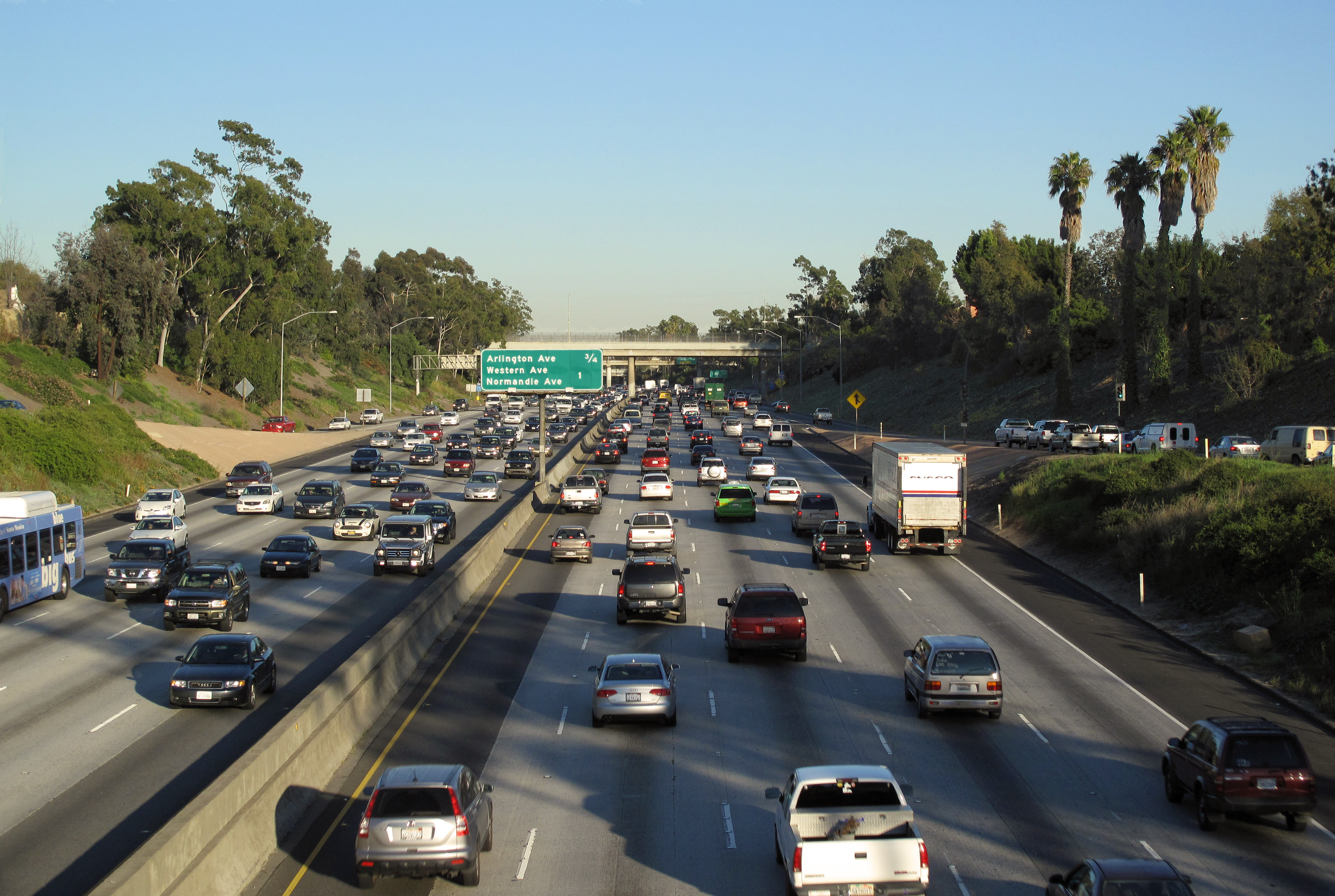
Městem prochází mezistátní dálnice (interstate) I-10

### Veřejná doprava
Přes 10 % obyvatel Los Angeles a jeho okolí využívá veřejnou dopravu k dojíždění do práce. Městskou dopravu obstarává LACMTA – Los Angeles County Metropolitian Transportation Authority. Zajišťuje autobusy, metro a rychlodrážní tramvaje. Červenou a Fialovou linku představuje metro vedoucí z centra do North Hollywood a na západ, zatímco po Zlaté, Zelené a Modré lince jezdí moderní rychlodrážní tramvaje. Nejvýznamnější je modrá linka, která začíná v centru L.A. a vede na jih přes Compton do centra Long Beach. Za normální pracovní den přepraví průměrně 70 tisíc lidí. Kromě normálních místních autobusů zde funguje také tzv. rapidní autobusová doprava. To je systém 3 speciálních autobusových linek, které cestují větší rychlostí na delší trasy. Mnoho kritiků však tvrdí, že i tak jsou pomalejší a mají menší kapacitu než tramvaje. Z tohoto důvodu se plánuje výstavba dalších tramvajových tratí, např. z centra L.A. až k Ocean Avenue v Santa Monice, prodloužení zlaté linky do East Los Angeles a spojení modré linky s nádražím Union Station. Kromě prodlužování tramvajových linek se také plánuje rozšíření fialové linky metra směrem na západ.

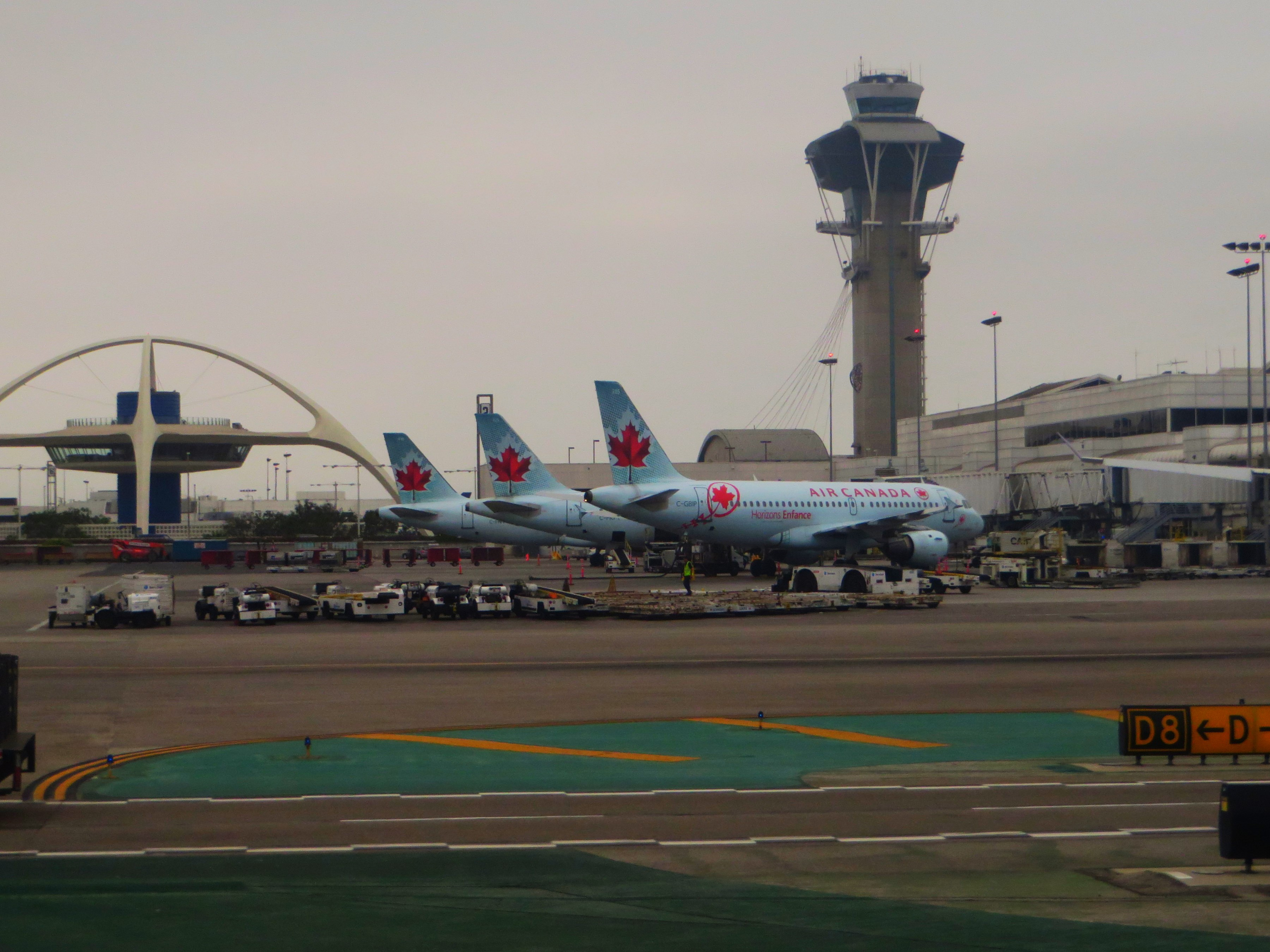
Los Angeles International Airport (LAX)

### Letecká doprava
Los Angeles International Airport (LAX) je jedno z nejvytíženějších letišť v USA.

### Silniční doprava
Dálnice vedoucí okolo a skrz město jsou osmiproudé a poskytují dokonalý a rychlý systém dopravy po celém okrese Los Angeles. Hlavními silničními tepnami celého města jsou Wilshire Boulevard a Sunset Boulevard. Po této dálnici jezdí ojedinělé nákladní trolejbusy.

## Obyvatelstvo

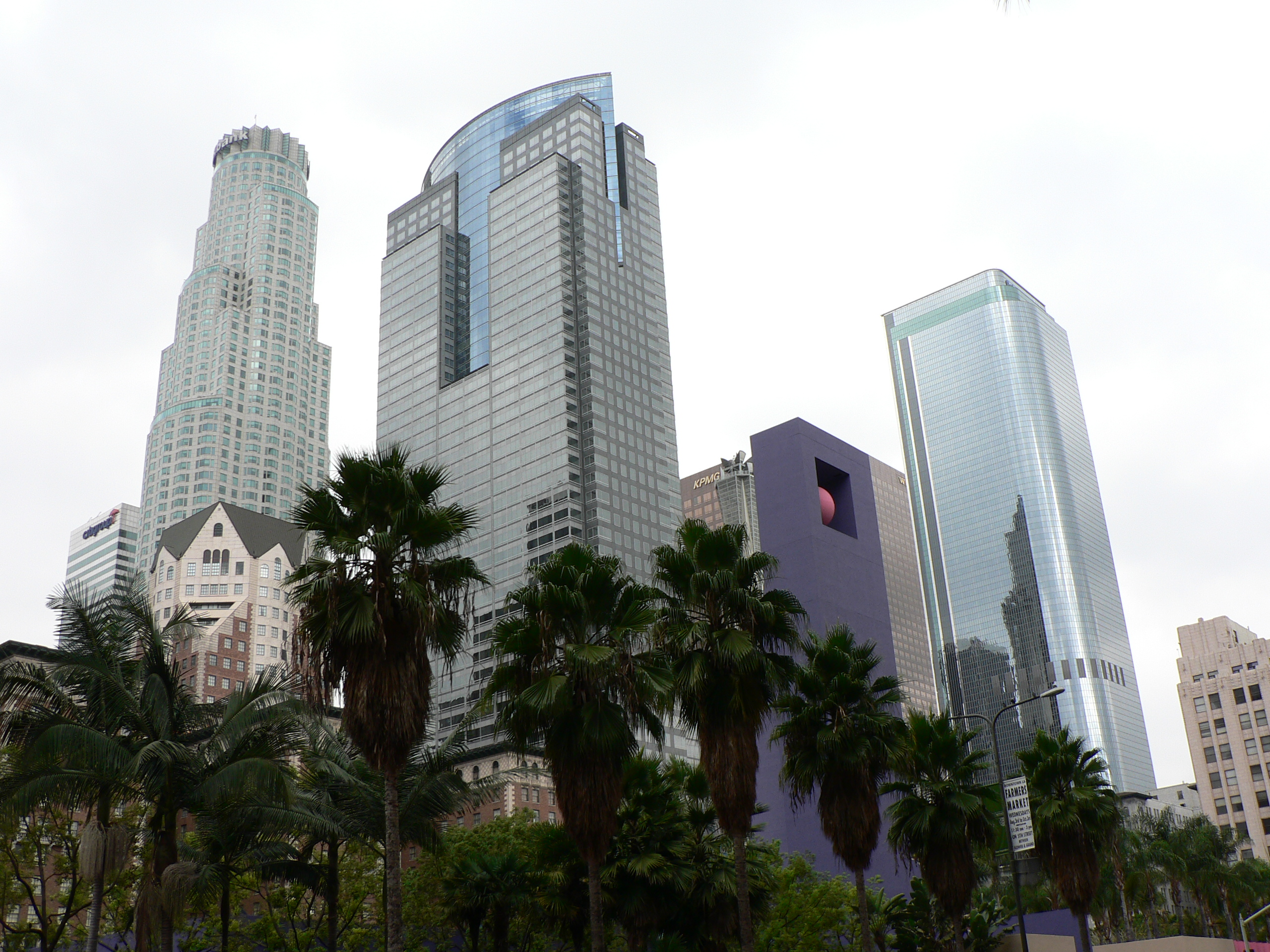
Mrakodrapy v downtownu

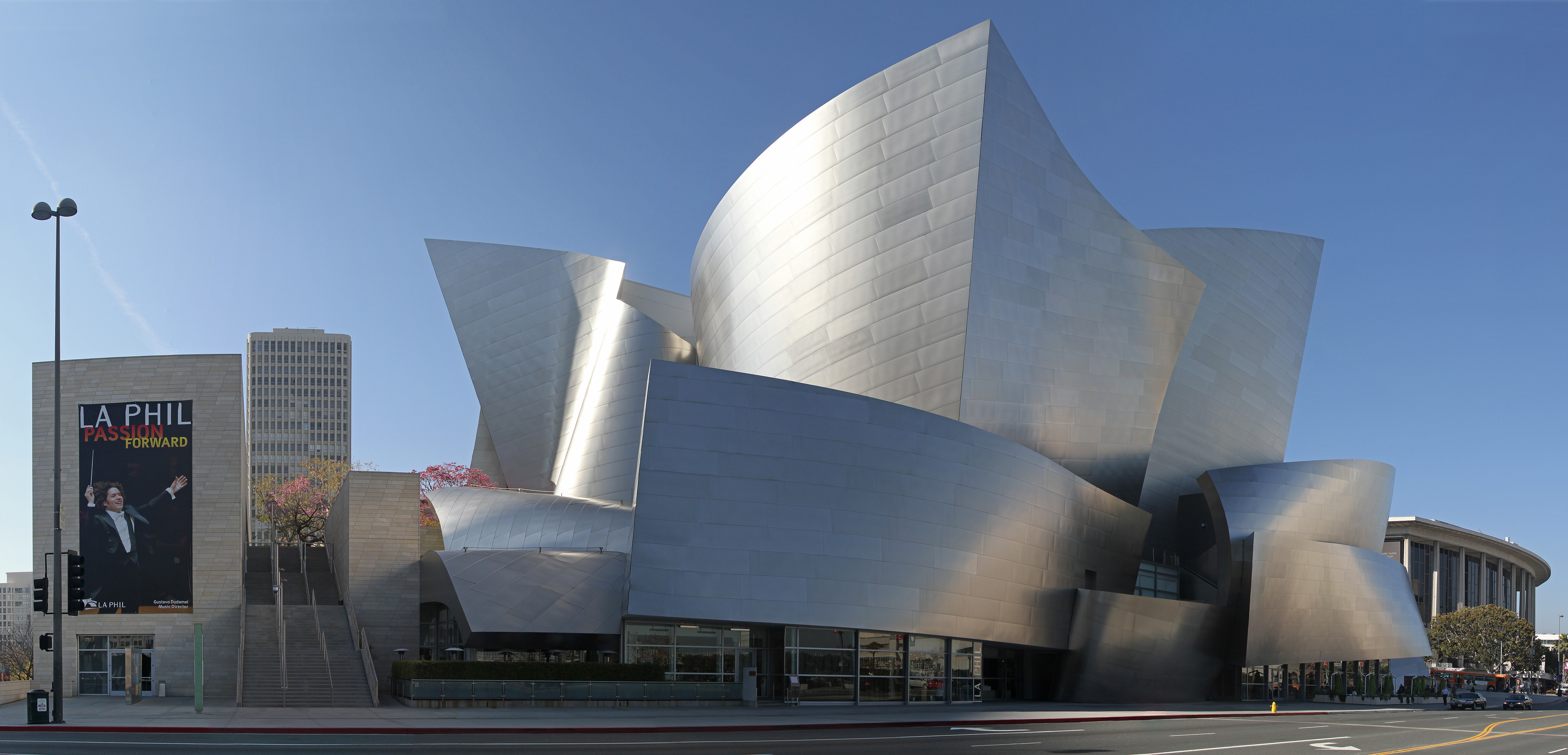
Walt Disney Concert Hall

### Obyvatelstvo
Obyvatelé jsou označováni jako Angelenos. Je to velice multikulturní město, nachází se tu velké množství etnických čtvrtí, kde žijí např. i Arméni či Kambodžané. Za posledních 15 let se prudce zvyšuje počet hispánských obyvatel. Kromě Hispánců se zvyšuje i počet Asiatů.
'Rasové složení obyvatelstva (odhad z roku 2005) bylo 49 % běloši, 10 % černoši, 1 % indiáni a původní obyvatelé Havaje, 11,1 % Asiaté, 26,9 % jiná rasa, a 2,3 % dvě nebo více ras. 48,9 % byli Hispánci nebo Latinos, zároveň členy jedné z výše uvedených ras a 28,5 % byli běloši nehispánského původu. Více o etnických skupinách v USA se dozvíte v článku Obyvatelstvo Spojených států amerických.
| Rasové složení            | 2020   | 2010   | 1990   | 1970   | 1940   |
| ------------------------- | ------ | ------ | ------ | ------ | ------ |
| Běloši                    | –      | 49,8 % | 52.8 % | 77.2 % | 93.5 % |
| —Nehispánští běloši       | 28,9 % | 28.7 % | 37.3 % | 61.1 % | 86.3 % |
| Černoši                   | 8,3%   | 9.6 %  | 14.0 % | 17.9 % | 4.2 %  |
| Hispánci (jakékoliv rasy) | 46,9 % | 48.5 % | 39.9 % | 17.1 % | 7.1 %  |
| Asiaté                    | 11,7 % | 11.3 % | 9.8 %  | 3.6 %  | 2.2 %  |

### Národnostní složení
V Los Angeles žije 3 792 621 lidí. Z toho 2 182 144 se narodilo v USA. 1 485 576 lidí se narodilo v Kalifornii, 663 746 v jiném státě USA a 61 792 v jednom z amerických teritorií (Portoriko, Guam, Severní Mariany, Americké Panenské ostrovy)
Mimo Spojené státy se narodilo 1 512 720 lidí, 100 252 v Evropě, 376 767 v Asii, 64 730 v Africe, 94 104 v Oceánii, 996 996 v Latinské Americe (většinou lidé Hispánského původu) a 13 859 v Severní Americe.

## Sport

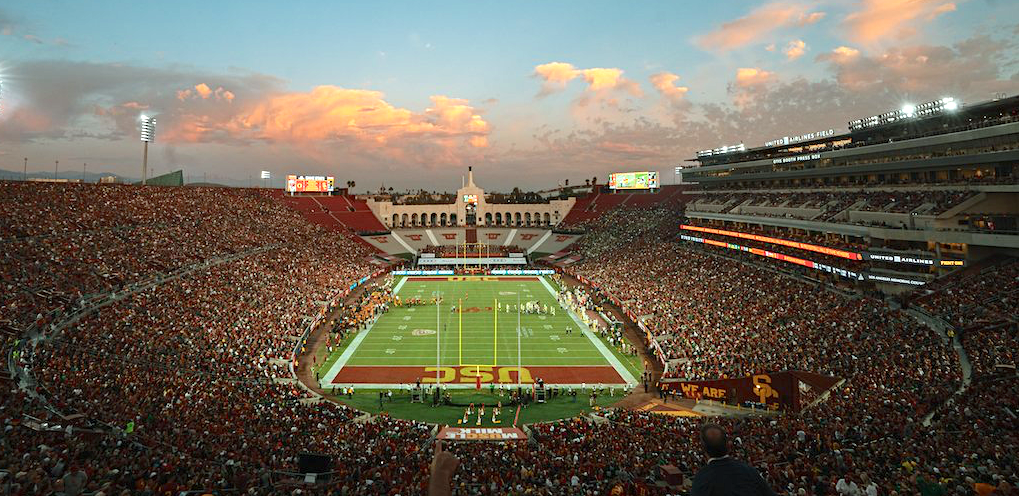
Los Angeles Memorial Coliseum

V Los Angeles se konaly olympijské hry v letech 1932 a 1984 a další se zde mají konat v roce 2028. Los Angeles se tak stane třetím městem v historii, které hostilo olympijské hry třikrát (po Londýnu a Paříži).
Za LA hrají dva baseballové týmy, které hrají hlavní ligu MLB, v její divizi zvané Národní liga hrají Los Angeles Dodgers (7 mistrovských titulů) a v divizi Americká liga působí Los Angeles Angels (jeden titul). V ledním hokeji (NHL) město reprezentují Los Angeles Kings (2 tituly), a za blízký Anaheim hrají Anaheim Ducks (jeden titul). V basketbalové lize NBA hrají Los Angeles Lakers (17 titulů) a Los Angeles Clippers. Fotbalové (soccer) kluby jsou Los Angeles Galaxy (5 titulů) a Los Angeles FC. V Národní fotbalové lize v americkém fotbale (NFL) zastupují město kluby Los Angeles Rams (jeden titul) a Los Angeles Chargers. Rams působili ve městě v letech 1964 až 1994, klub se vrátil zpět v roce 2016 po dvaceti letech v St. Louis. Chargers se do města vrátili v roce 2017 po 55 sezonách v San Diegu. Los Angeles je jedno ze šesti amerických měst, jehož kluby triumfovaly ve všech pěti hlavních profesionálních ligách (MLB, NFL, NHL, NBA i MLS). Sbírka byla zkompletována v roce 2012, když hokejový klub Los Angeles Kings po desítkách let marného dobývání konečně získal Stanleyův pohár.
K nejvýznamnějším sportovním stánkům patří stadion Los Angeles Memorial Coliseum, který pojme 93 607 diváků. Stadion byl využit při Letních olympijských hrách 1932 a 1984 a poslouží i při LOH 2028. Nejvýznamnější sportovní halou je Staples Center pro 19 000 diváků. Hraje se zde jak hokej (Kings), tak basketbal (Lakers i Clippers). Jde o jedinou halu v NBA, ve které hrají dva týmy této soutěže. Konalo se zde také několik ročníků tenisového Turnaje mistryň a pravidelně se zde předávají hudební ceny Grammy. Na stadionu Rose Bowl se hrálo osm zápasů mistrovství světa ve fotbale 1994 včetně finále mezi Brazílii a Itálií. Domácí zápasy zde hraje i fotbalová reprezentace Spojených států amerických.

## Partnerská města

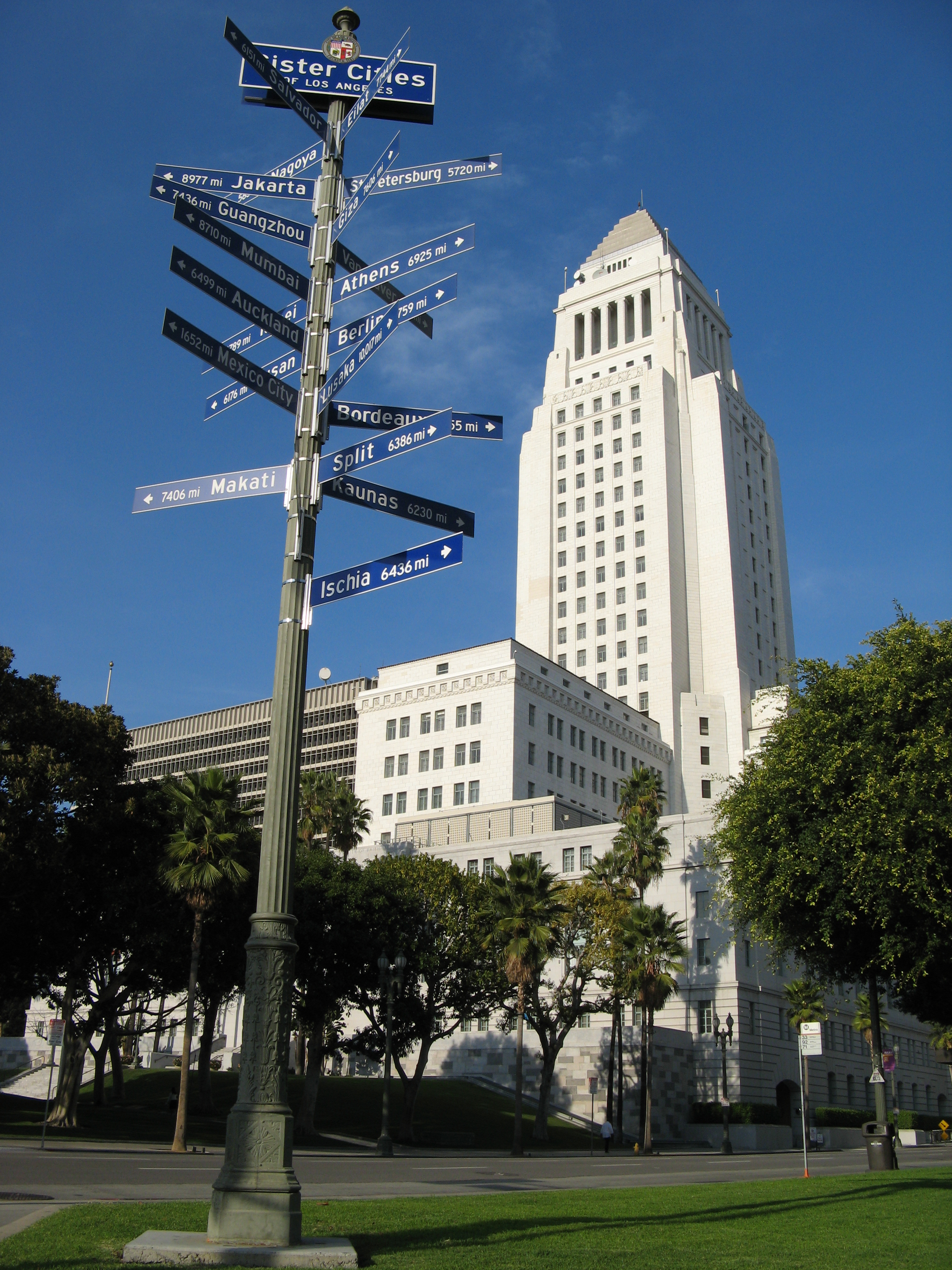
Ukazatel poblíž radnice udává směr k partnerským městům

Los Angeles má 25 partnerských měst:
| Asie - Jerevan, Arménie - Bombaj, Indie - Jakarta, Indonésie - Nagoja, Japonsko - Kanton, Čína - Makati City, Filipíny - Pusan, Jižní Korea - Tchaj-pej, Tchaj-wan | Amerika - Salvador, Brazílie - Vancouver, Kanada - San Salvador, Salvador - Mexico City, Mexiko |

| Evropa - Split, Chorvatsko - Podgorica, Černá Hora - Bordeaux, Francie - Berlín, Německo - Atény, Řecko - Ischia, Itálie - Kaunas, Litva - St. Petersburg, Rusko | Afrika a Střední Východ - Gíza, Egypt - Teherán, Írán - Eilat, Izrael - Beirut, Libanon - Lusaka, Zambie Oceánie - Auckland, Nový Zéland |